# Start a Fire (пісня Діляри Казимової)
«Start a Fire» (укр. «Запали вогонь») — пісня азербайджанської співачки Діляри Казимової, з якою вона представляла Азербайджан на пісенному конкурсі Євробачення 2014 у Копенгагені, Данія. У фіналі конкурсу пісня набрала 33 бали та посіла 22 місце.